# Barystethus
Genre
Barystethus est un genre d'insectes coléoptères de la famille des Dryophthoridae.

## Espèces
- Barystethus ater Pascoe, 1874
- Barystethus dispar Chevrolat, 1880
- Barystethus tropicus Pascoe, 1885